# 金庆民
金庆民（1939年—1999年），女，湖南酃县人，中国地质学家，曾任中国地质科学院南极研究中心主住，第八届全国政协委员。